# Ambrogio Visconti
Ambrogio Visconti (* um 1344; † August 1373 in Caprino Bergamasco) war ein italienischer Condottiere und Söldnerhauptmann der Compagnia di San Giorgio, der oft im Dienst seines Vaters Bernabò Visconti stand, welcher gemeinsam mit seinem Bruder Galeazzo II. Herr von Mailand war.

Wappen der Visconti von 1277 bis 1395

## Leben

### Ursprünge
Ambrogio Visconti wurde um 1344 geboren, als Mailand von Luchino Visconti regiert wurde. Er war der älteste Sohn von Bernabò Visconti, dem späteren Herrscher von Mailand, und Beltramola Grassi, seiner Mätresse, die Bernabò später Estorre und vier weitere Töchter schenkte. Aus seiner Kindheit ist nichts bekannt. Als uneheliches Kind waren ihm jegliche politische Ambitionen versagt, weshalb er früh eine militärische Laufbahn einschlug.
Ab 1354 übernahm sein Vater Bernabò Visconti die Signoria zusammen mit Galeazzo II. und Matteo II., der jedoch im folgenden Jahr starb. Im Juli 1359, im Alter von nur 15 Jahren, schickte ihn Bernabò Visconti mit 500 Rittern und 1000 Söldnern gegen das Söldnerheer des Grafen Landau, welche die Republik Florenz verwüstete. In der Nähe von Pontedera nahm Ambrogio Visconti an der Schlacht von Campo delle Mosche teil, aus der er siegreich hervorging. Für diesen Sieg schenkte ihm die Stadt Florenz ein Reitpferd und lud ihn ein, zusammen mit den Condottieri Niccolò Orsini und Pandolfo II. Malatesta an einem Turnier teilzunehmen.
1361 wurde Visconti vom Herzog von Andria Francesco del Balzo angeheuert, um gegen die Truppen des Fürsten von Tarent Philipp II. von Anjou zu kämpfen. An der Spitze einer Söldnertruppe von 12.000 Soldaten drang er über L’Aquila in das Herrschaftsgebiet des Fürsten ein. Vom Südosten aus stieß er in die Marsica vor und zog nach Avezzano, wo er die mit dem Fürsten verbündete Stadt verwüstete. Im folgenden Jahr machte er der Königin von Neapel, Johanna I., einen Heiratsantrag, der jedoch abgelehnt wurde.
Nach Mailand zurückgekehrt, beteiligte sich Visconti im Juni 1362 an der Eroberung der Emilia und verwüstete mit Hilfe des Grafen Landau Mirandola. Ein Gebiet, das von Feltrino Gonzaga regiert wurde, einem der Hauptwidersacher im Bündnis gegen die Visconti. Der Feldzug in der Emilia gipfelte am 6. April 1363 in der Schlacht von Solara. Vor der Schlacht, in der sich die Viscontis einem Bündnis aus dem Kirchenstaat und den Städten Padua und Verona gegenüberstanden, wurde Ambrogio Visconti zum Ritter geschlagen- In der Schlacht unterlagen die Mailänder, Ambrogio wurde von Malatesta Ungaro gefangen genommen und sein Vater Bernabò verwundet. Ambrogio wurde in das Gefängnis von Cesena gebracht, wo er ein Jahr lang gefangen gehalten wurde. Erst im April 1364, als auf Druck des Königs von Zypern, Peter von Lusignan, ein Friedensvertrag unterzeichnet wurde, kam er frei.
1365 wurden Ambrogio und Feltrino Gonzaga von Bernabò beauftragt, zum Herzog von Österreich, Rudolf IV. von Habsburg, nach Verona zu reisen, um ihn zum Abschluss eines Abkommens gegen den Herrn von Padua, Francesco da Carrara, zu bewegen, mit dem die Feindseligkeiten 1363 begonnen hatten. Das Unternehmen konnte erfolgreich ausgeführt werden.

### Die Compagnia di San Giorgio
„Einige Jahre lang waren die Compagnien von Acuto und Ambrogio Visconti die stärksten unabhängigen militärischen Kräfte auf der Halbinsel. Wenn sie vereint operierten, waren sie in der Tat fast unbezwingbar, und von Zeit zu Zeit machten Genua, Siena und Perugia mit ihnen leidvolle Erfahrungen.“

Zwischen September und Oktober 1365 stellten sein Vater Bernabò und sein Onkel Galeazzo Ambrogio beträchtliche Mittel zur Verfügung, um die von seinem Vorfahren Lodrisio Visconti gegründete und seit 1339 aktive Compagnia di San Giorgio wiederzubeleben. Die Compagnia bestand ursprünglich aus 45 Korporalen und 7.000 Reitern und umfasste John Hawkwood, die Veteranen der Compagnia Bianca und viele andere deutsche und italienische Söldner wie Thomas Merezal, Ugolino Ethon und Giovanni Ubaldini.
Unmittelbar nach ihrer Gründung machte sich die Compagnia auf den Weg nach Florenz. Beunruhigt durch die Ankunft dieser Truppen, schickte die Stadtverwaltung den Gesandten Doffo Bardi, der Visconti die Summe von 6.000 Gulden anbot, damit sich die Compagnia verpflichtete, in den nächsten vier Jahren die Gebiete der Republik Florenz nicht anzugreifen.
Ambrogio Visconti beschloss daraufhin, die Sienesen anzugreifen und verwüstete Santa Colomba und Badia a Isola, die heutigen Orte Monteriggioni, Roccastrada und Buonconvento. Die Sienesen schickten ihm mehrere Gesandte und baten vergeblich Hanneken von Baumgarten und Albert Sterz um Hilfe. Gegen November stießen die florentinischen Gesandten Onofrio Rossi und Niccolò Rimbaldesi in Colle di Val d’Elsa zu Visconti und begleiteten ihn nach San Miniato an die Grenze, während seine Männer zwischen Radicondoli und Belforte stationiert waren. In der Gegend von Arezzo angekommen, verwüstete er mit John Hawkwood und Niccolò da Montefeltro die Ländereien der Tarlati.
Dann zog er nach Ligurien und plünderte mit 5.000 Soldaten die Dörfer La Spezia, wo er die Burg San Giorgio und Chiavari zerstörte; zog dann nach Recco, wagte einen Angriff auf die Ländereien der Fieschi und der Marquesi Del Corretto und plünderte die Riviera di Ponente, wurde aber von den genuesischen Hauptleuten Niccolò di Minergino und Bartolomeo di Levante bekämpft, die er schließlich besiegte und gefangen nahm. Nachdem er erfahren hatte, dass die Gefolgsleute seines Verbündeten Leonardo Montaldo von Genua zurückgeschlagen worden waren, beschloss er Ligurien zu verlassen.
Im Jahre 1366 erklärte er den Einwohnern von Savona den Krieg, indem er sie zuerst zur See und dann zu Land angriff, die Riviera di Levante verwüstete und zweimal die genuesischen Stadtmauern angriff, ohne sie überwinden zu können. Er schloss einen Vertrag mit der Republik Genua und zog in die Toskana. Ambrogio griff erneut Siena an, das ihm vereinbarungsgemäß 10.500 Gulden und zahlreiche Wagen mit Rüstungen und Proviant übergab, doch seine Raubzüge gingen weiter.

### Krieg gegen den Kirchenstaat
Im Jahre 1366 verfluchte Papst Urban V. die Compagnia, beschwor die göttliche Rache und die Rache des Erzengels Michael gegen seine Feinde herauf. Er erklärte, dass alle, die der Compagnia weiterhin dienten oder sie anderweitig unterstützten, exkommuniziert würden. Um ihre Niederlage zu erleichtern, gewährte der Papst allen, die sich entschlossen, die Compagnia anzugreifen und in dem heiligen Unternehmen zu sterben, einen vollkommenen Sündenablass.
Gegen Mai drang Ambrogio in die Gebiete des Herzogtums Spoleto und des Kirchenstaates bei Orvieto ein. Anfang Juni zog er mit Maghinardo Ubaldini nach Urbino. Um der Compagnia endgültig ein Ende zu setzen, appellierte der Papst an die Königin von Neapel, Johanna I. von Anjou, dem Herrn von Bologna, Giovanni Visconti da Oleggio, den Markgrafen von Ferrara, Niccolò II. d’Este, dem Herrn von Rimini, Galeotto Malatesta, und an Ugolino da Montemarte, sich im Kampf gegen die Söldner zu vereinen.
Ende des Monats kehrte Visconti mit seiner Truppe nach Umbrien in die Gegend von Città di Castello zurück und setzte die Verwüstungen fort. Um Schaden abzuwenden, stellte sich Florenz auf die Seite des Compagnia. Die Compagnia drang erneut in den Kirchenstaat ein und wurde dort von Ugolino und Francesco da Montemarte bekämpft, wobei der Anführer Ugolino Ethon gefangen genommen wurde. Ambrogio begab sich daraufhin in die Marken, wo er in Urbania einen Aufstand anzettelte.
Er plünderte erneut Ligurien und zum dritten Mal Siena und konnte schließlich die Perugianer bei Ponte San Giovanni besiegen. Mit etwa 10.000 Mann, darunter Infanterie und Kavallerie, lagerte er in Urbino und plünderte anschließend die Abruzzen.
Im Jahre 1367 vernichteten päpstliche und angevinische Truppen unter dem Kommando von Gomez Garcia bzw. Giovanni Malatacca die Söldner bei Sacco del Tronto. Ambrogio wurde verwundet und gefangen genommen, nach Neapel gebracht und im Castel dell’Ovo eingekerkert. Während der Schlacht entkamen nur 2.700 Mann der Gefangennahme und dem Tod. 600 Gefangene wurden nach Rom gebracht und bis Ende Mai 1369 überlebte die Hälfte von ihnen im Gefängnis, die anderen wurden alle gehängt oder enthauptet. Die 300 überlebenden Gefangenen wurden in der Burg von Marta am Bolsenasee eingesperrt und im Juli in die Festung von Montefiascone gebracht, wo ein kollektiver Fluchtversuch stattfand, der mit der Hinrichtung der übrigen Gefangenen durch Strangulation oder Enthauptung endete.
Nach drei Jahren Haft tötete Ambrogio Visconti den Kastellan und entkam mit allen Mitgefangenen; nach einer anderen Version entkam er mit einem Vertrauten, nachdem er die Wachen bestochen hatte. Nach seiner Flucht kehrte er zurück, um an der Spitze von 2.000 Männern für seinen Vater gegen die Truppen der Anti-Visconti-Liga zu kämpfen.

### Krieg in der Emilia und Lombardia und der Tod
Im Frühjahr 1371 wurde Ambrogio zum Gouverneur von Parma ernannt. Er verließ die Stadt mit 500 Soldaten in Richtung Reggio Emilia, wo Feltrino Gonzaga von der Familie Este im Schloss belagert wurde. Er drang in die Stadt ein und zog sich erst zurück, als Lucio Lando eintraf, doch bevor er abzog plünderte er mehrere Tage lang Reggio Emilia, wobei er auch Kirchen und Krankenhäuser nicht verschonte. Als sein Vater Bernabò die Stadt für 60.000 Gulden kaufte, nahm er sie Mitte Mai in Besitz und ließ sich die Schlüssel der Zitadelle und der Tore von Santo Stefano und Santa Croce aushändigen. Die Truppen der Liga zogen sich nach Modena zurück. Von Manfredino da Sassuolo gerufen, verwüsteten sie die Grafschaften Modena und Ferrara, drangen in die Sümpfe von Stellata, einem Ortsteil von Bondeno, ein und erreichten von dort aus Ferrara. Sobald er den Ruf zu den Waffen durch die Glocken hörte, zog er sich zurück und erreichte Finale Emilia mit einer großen Beute und 300 bis 600 Gefangenen. Im Oktober desselben Jahres schickte ihn sein Vater zu John Hawkwood, um ihn zu überreden, dem Markgrafen von Mantua, Ludovico II. Gonzaga, eine Entschädigung für die Schäden zu zahlen, die die Soldaten des englischen Anführers der Bevölkerung von Guastalla zugefügt hatten.
1372 griff er mit Manfredino Pio und Manfredino da Sassuolo erneut das Gebiet um Modena an. Er belagerte Correggio und verstärkte das Bollwerk von Cesio in Richtung Modena. Er verbündete sich erneut mit John Hawkwood, der ein Heer von 800 Soldaten bildete, und gemeinsam nahmen sie Guglielmo und Francesco da Fogliano gefangen, der an den Mauern von Reggio Emilia aufgehängt wurde. Die Familie Correggio verbündete sich mit den Visconti und erhielt die Burgen San Polo d’Enza und Correggio. Im Juli wurde er von seinem Vater zusammen mit John Hawkwood ausgesandt, um seinem Onkel Galeazzo Visconti gegen den Marchese von Monferrato und den Grafen Amadeus VI. von Savoyen beizustehen. Er griff Asti an und forderte, nachdem er Jacopo Dal Verme gefangen genommen hatte, seine Gegner Acuto und Francesco d’Este zum Kampf heraus. Die Schlacht fand jedoch nicht statt, da sich die drei Anführer der Visconti nicht über die Wahl des Schlachtfeldes einigen konnten. Die Savoyer unternahmen einen Gegenangriff und drängten die Visconti über den Tanaro zurück. Schließlich wurde ein Waffenstillstand zwischen den Parteien geschlossen und er konnte nach Reggio Emilia zurückkehren. In Collecchio traf er John Hawkwood wieder und überzeugte ihn, unter den alten Bedingungen in den Reihen der Visconti zu bleiben, doch zwei Monate später wechselte dieser in päpstliche Dienste und plünderte das Gebiet um Piacenza. Ambrogio Visconti unternahm ohne Wissen seines Vaters einen ähnlichen Raubzug in der Gegend von Bologna und tauchte plötzlich innerhalb der Mauern von Bologna vor der Porta di San Felice auf, das nur von zehn Reitern verteidigt wurde. Er zog sich nach Borgo Panigale zurück und plünderte von dort aus acht Tage lang die Umgebung bis Imola, ohne auf Widerstand zu stoßen.
Im Januar 1373 griff er erneut Bologna an und hielt sich dort vierzehn Tage auf, doch bei seiner Rückkehr wurde seine mit Beute beladene Compagnia von dem päpstlichen Legaten Pietro di Bourges, John Hawkwood und Ugolino da Savignano angegriffen, als sie bei Crevalcore den Panaro überquerte. Die Compagnia erlitt die schwerste Niederlage und verlor 2.000 Mann, darunter Tote und Gefangene. Danach zog er mit 300 Soldaten in die Lombardei nach Bergamo, um sich dem Vormarsch von Amadeus von Savoyen entgegenzustellen. Sein Vater schickte ihn dann in die Täler von Bergamo, um einen von den Guelfen angezettelten Aufstand niederzuschlagen. Er ließ auch die Abtei Pontida, Caprino Bergamasco und Gronsalega niederbrennen.
Im August 1373 betrat er erneut das Tal von San Martino und ritt ohne besondere Vorsichtsmaßnahmen in Richtung Caprino Bergamasco, wo er in einen Hinterhalt der örtlichen Bauern geriet und sich in den heutigen Weiler Opreno flüchtete. Dort wurde er zusammen mit anderen Adeligen, darunter Ludovico da Correggio, durch einen Lanzenstich getötet. Er wurde später in Bergamo beigesetzt. Nach seinem Tod rächte sich Bernabò Visconti am gesamten Tal von San Martino, indem er alle Ortschaften, einschließlich der Abtei von Pontida, niederbrennen und die Bewohner mit dem Schwert hinrichten ließ.